# Augusta (Michigan)
Augusta – wieś w Stanach Zjednoczonych, w stanie Michigan, w hrabstwie Kalamazoo.